# Draba californica
Draba californica är en korsblommig växtart som först beskrevs av Jeps., och fick sitt nu gällande namn av Reed Clark Rollins och Robert A. Price. Draba californica ingår i släktet drabor, och familjen korsblommiga växter. Inga underarter finns listade i Catalogue of Life.